# الإسكان غير القانوني في الهند

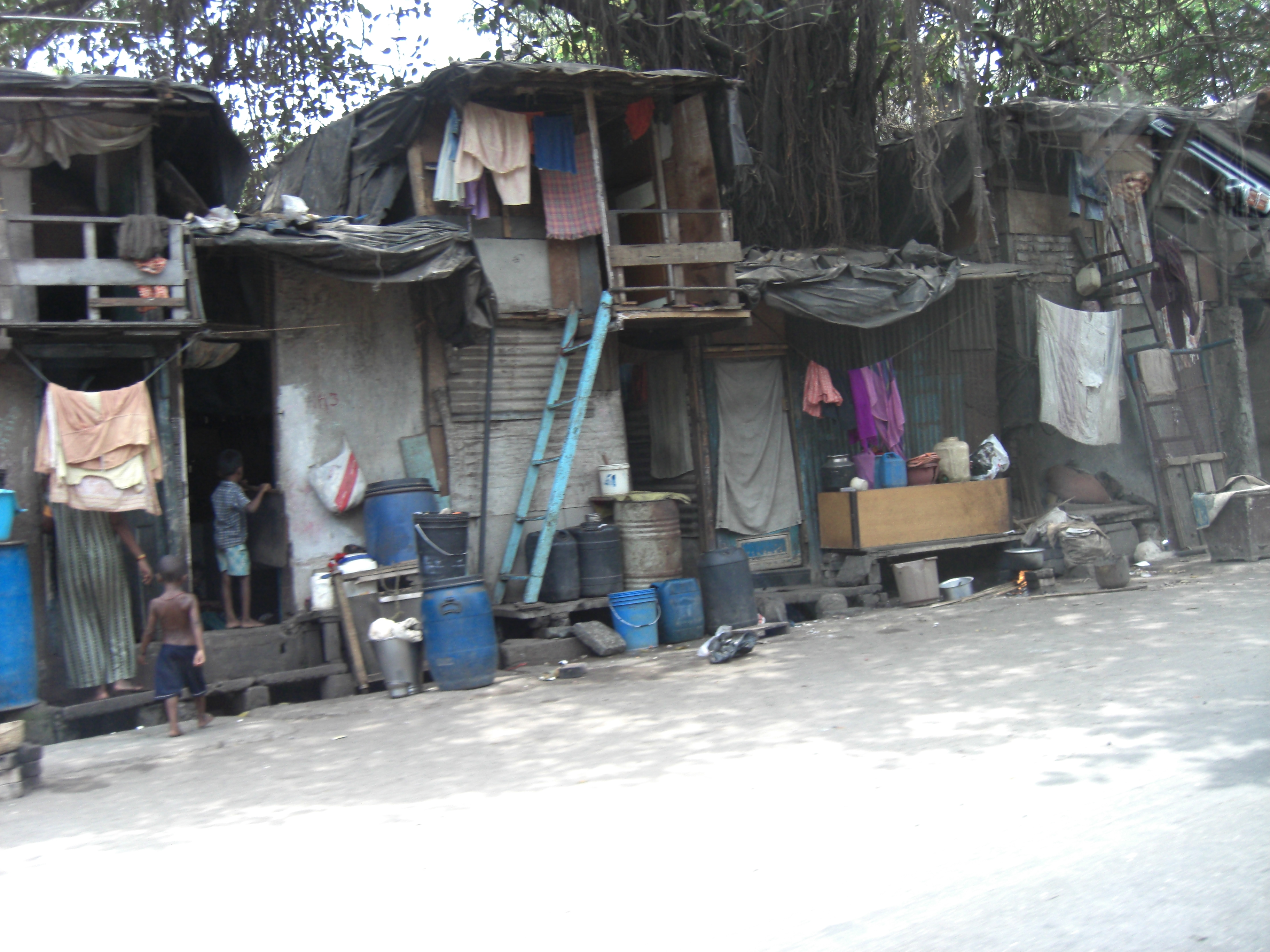
سكن عشوائي في الهند

يتكون الإسكان غير القانوني في الهند من مدن صفيح أو أكواخ مبنية على أرض لا يملكها السكان (مثل الاستيطان العشوائي)؛ ومباني غير قانونية شُيدت على أرض لا يملكها البناة أو المطورون. لا يوفر الإسكان غير القانوني الخدمات التي توفر بيئات صحية وآمنة بشكل عام؛ وذلك على الرغم من توفير المباني غير القانونية لبعض الخدمات الأساسية مثل الكهرباء.
يمكن أن يؤدي انهيار المباني غير القانونية التي بُنيَت باستخدام إمدادات وأساليب بناء غير كافية إلى موت قاطنيها؛ ومن الأمثلة الحديثة على ذلك انهيار مبنى مكون من ثمانية طوابق في 4 أبريل عام 2013 في منطقة شيل فاتا في ممبرا، في منطقة مومباي الكبرى، والذي أدى إلى مقتل 72 شخصًا خلاله.
تشمل استراتيجيات الحد من الإسكان غير القانوني أو التخفيف من حدته إنشاء هياكل سكنية ميسورة التكلفة، وإعادة تطوير المباني غير القانونية الآمنة، ووضع خطة عمل لسكان منازل الصفيح أو المباني غير القانونية، ومراقبة تشييد المباني أو منازل الصفيح غير القانونية.

## الإسكان غير القانوني

### المباني غير القانونية
بُنيَت العديد من المباني غير القانونية لتلبية مطالب الأشخاص الذين ينتقلون إلى نيودلهي ومومباي والمدن الكبيرة الأخرى للحصول على وظائف، وبسبب عدم توفر مساكن ميسورة التكلفة، وغالبًا ما تُبنى هذه الأبنية بشكل سريع. لا يتبع بعض البنائين أساليب وقوانين البناء المناسبة، ولا يطبقون تدابير السلامة المناسبة، وتُعد مواد البناء الرديئة هي السبب أيضًا في هذه الظروف. تشير التقديرات إلى وجود مئات المباني غير القانونية داخل منطقة مومباي. أفاد سمير هاشمي، مراسل قناة بي بي سي، بأن النشطاء «يزعمون أن البنائين عديمي الضمير، ويدفعون في كثير من الأحيان رشاوى باهظة للسلطات التي تغض النظر عن هذه المباني غير القانونية ولا تتخذ أي إجراء ضد البنائين».

#### انهيار المباني
أفادت آر تي نيوز، في أعقاب انهيار مبنى ثين في عام 2013 الذي أودى بحياة 72 شخصًا، بأن «حوادث من هذا النوع ليست نادرة في الهند، إذ يهتم البناؤون في كثير من الأحيان بخفض نفقات البناء أكثر من اهتمامهم بأمن وجودة العمل».
قُتل 67 شخصًا أو أكثر جراء انهيار مبنى سكني في نيودلهي في نوفمبر عام 2010.

### الأكواخ ومنازل الصفيح غير القانونية
تُبنى الأكواخ أو منازل الصفيح المبنية على أرض غير قانونية أحيانًا من الآجر والحجارة، ولكنها غالبًا ما تُبنى من الكرتون والقصدير والبلاستيك. يمكن إدارة مجتمعات الأكواخ، أو الأحياء الفقيرة، من قبل كبار الأحياء الفقيرة، والذين يمكن أن يكون لديهم إمكانية الوصول إلى المياه، ولكن نادرًا إلى مرافق الصرف الصحي. لا يعني مصطلح «الأحياء الفقيرة» عدم قانونية هذا المجتمع في جميع الحالات، فبعض الأحياء الفقيرة هي مجتمعات سكنية قانونية.
كان هناك حوالي 170 مليون شخص يعيشون في الأحياء الفقيرة منذ عام 2009. يعيش حوالي 66% من سكان مومباي في أكواخ، ومن ضمنهم حوالي 40% من شرطة المدينة. أجّرت أكبر منظمة مافيا في مومباي، تُدعى شركات-د، الوصول إلى الأراضي العامة التي اكتسبوها من خلال الاستيطان العشوائي.

## الديناميات السياسية
تمتد الإجراءات وردود الفعل على الإسكان غير القانوني في سلسلة كاملة من الاستحقاق إلى الإخلاء. نُقِل آلاف الأشخاص من الأحياء الفقيرة في ولاية ماهاراشترا لمسافات طويلة بعيدًا عن منازلهم؛ وذلك تطبيقًا لمشروع عام 1991 بعنوان «عملية الإخلاء» من حكومة إيه آر أنتولاي. سلّم أرجون سينغ، رئيس وزراء ولاية مدهيا برديش، في العقد الماضي حقوق الأراضي، التي تُدعى باتاس، إلى المجتمعات غير القانونية.
المنظمة الدولية لسكان الأحياء الفقيرة هي حركة عالمية لفقراء الحضر. تهدف المنظمة إلى ضمان توحيد احتياجات أعضائها وعدم تهميشها من قبل إدارات المدينة. تترأس المنظمة حاليًا شيلا باتيل.